# Abell 35
Abell 35 è una nebulosa planetaria visibile nella costellazione dell'Idra.
Si osserva in direzione della costellazione del Corvo, circa 4,5° ad est di β Corvi, a sud della Vergine; può essere ripresa con telescopi di media potenza. Il periodo più propizio per la sua osservazione ricade nei mesi compresi fra marzo e luglio, anche se dall'emisfero boreale, a causa dell'aumento delle ore di luce serali, la sua osservazione ne risulta penalizzata; al contrario, dall'emisfero australe è maggiormente visibile.
Si tratta di una nebulosa planetaria posta alla distanza di circa 160 parsec (522 anni luce) dal sistema solare; al suo centro si trova una variabile cataclismica nota come LW Hydrae, una stella binaria composta da una nana bianca, responsabile della creazione della nebulosa, e una nana bianco-gialla di sequenza principale di classe spettrale G, separate da circa 13 UA.